# Fritz Herkenrath
Fritz Herkenrath (Colonia, 9 settembre 1928 – 18 aprile 2016) è stato un calciatore tedesco, di ruolo portiere.

## Palmarès

### Club

#### Competizioni nazionali
- Campionato tedesco: 1

Rot-Weiss Essen: 1954-1955
- Coppa di Germania: 1

Rot-Weiss Essen: 1952-1953